# Nova Pavlivka, Mașivka
Nova Pavlivka (în ucraineană Нова Павлівка) este un sat în comuna Abramivka din raionul Mașivka, regiunea Poltava, Ucraina.

## Demografie
Componența lingvistică a localității Nova Pavlivka
     Ucraineană (98,73%)
     Rusă (1,27%)
Conform recensământului din 2001, majoritatea populației localității Nova Pavlivka era vorbitoare de ucraineană (98,73%), existând în minoritate și vorbitori de rusă (1,27%).